# Eleni Menegaki
Eleni Menegaki (grekiska: Ελένη Μενεγάκη), född 29 oktober 1969 är en grekisk skådespelerska och talkshowprogramledare, som är en av Greklands mest kända TV-personligheter.

## Fotnoter
1. ↑  Internet Movie Database, IMDb-ID: nm1150013co0047972, läst: 11 juli 2016.[källa från Wikidata]